# دانشگاه شهر هیروشیما
دانشگاه شهر هیروشیما (به ژاپنی: 広島市立大学, Hiroshima shiritsu daigaku)، یک دانشگاه دولتی در هیروشیما، ژاپن است، که در سال ۱۹۹۴ تأسیس شد و هم برای دانشجویان کارشناسی و هم دانشجویان کارشناسی ارشد آموزش می‌دهد. این دانشگاه به ویژه برای برنامه مطالعات صلح خود، مطابق با وضعیت هیروشیما به عنوان یک شهر بین‌المللی صلح، متمایز است.